# Fritz Brauer (Maler)

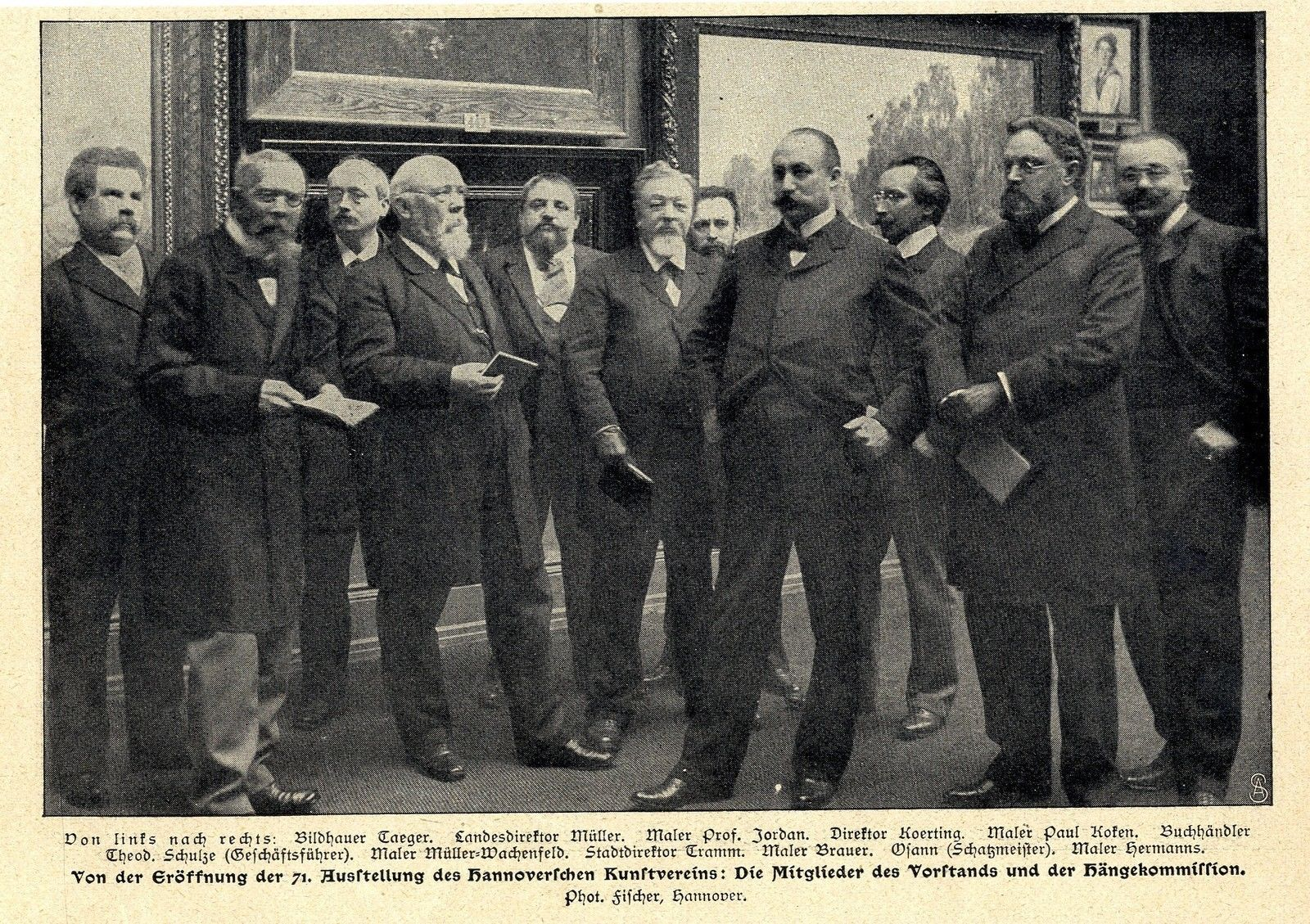
„Maler Brauer“ (8. von links) Mitglied im Kunstverein Hannover bei der 71. Ausstellungs-Eröffnung;
Fotodruck nach einer Gruppenbild-Aufnahme von Ernst August Fischer, 1903

Fritz Brauer (* 26. Oktober 1858 in Berlin; † 9. September 1910 in Hannover) war ein deutscher Landschaftsmaler.

## Leben
Brauer studierte an der Akademie der Künste Berlin und war Meisterschüler bei Hans Fredrik Gude. Er war Mitglied der Ausstellungskommission Hannover und 1887 bis 1891 Mitglied des Vereins Berliner Künstler.
Brauer schuf Landschaften in atmosphärischer Farb-Lichtmalerei und wandte sich später dem Impressionismus zu.

## Bekannte Werke (Auswahl)

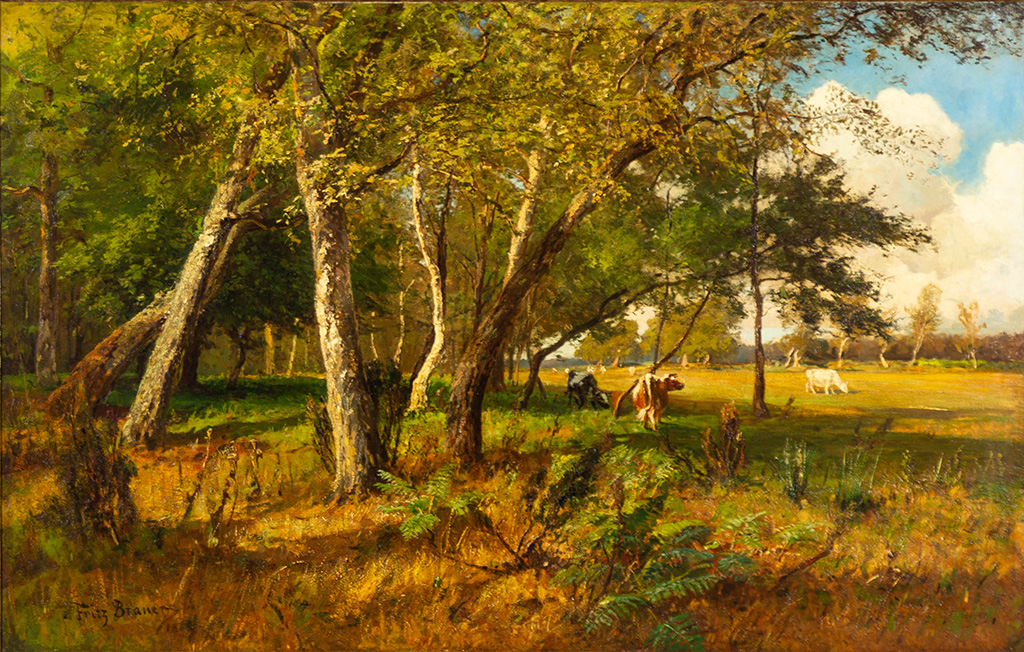
Fritz Brauer: Weidelandschaft

- um 1910: Die Georgstraße in Hannover, vierfarbige Reproduktion eines Aquarells mit Blick auf die belebte Straße mit Café Kröpcke, Opernhaus und Straßenbahnen[1]